# Microlepia sinostrigosa
Microlepia sinostrigosa là một loài thực vật có mạch trong họ Dennstaedtiaceae. Loài này được Ching miêu tả khoa học đầu tiên năm 1959.